# Australocader
Australocader is een geslacht van wantsen uit de familie van de Tingidae (Netwantsen). Het geslacht werd voor het eerst wetenschappelijk beschreven door Barbara Lis in 1997.

## Soorten
Het genus bevat de volgende soorten:

- Australocader kerzhneri B. Lis, 1997
- Australocader porchi Moir, 2022
- Australocader secundus B. Lis, 2001